# Stefania roraimae
Stefania roraimae är en groddjursart som beskrevs av William Edward Duellman och Marinus S. Hoogmoed 1984. Stefania roraimae ingår i släktet Stefania och familjen Hemiphractidae. IUCN kategoriserar arten globalt som otillräckligt studerad. Inga underarter finns listade i Catalogue of Life.